# Sotalia
Sotalia es un género de cetáceos odontocetos de la familia Delphinidae que incluye dos especies.

## Taxonomía
| Género  | Especie (binomial)  | Nombre vulgar  |
| Sotalia | Sotalia fluviatilis | Tucuxi         |
| Sotalia | Sotalia guianensis  | Delfín costero |